# Axel Wästfelt (landshövding)
Axel Georg Wästfelt (i riksdagen kallad Wästfelt i Umeå och Wästfelt i Stockholm), född den 7 april 1821 i Horns socken, Västergötland, död den 4 april 1901 i Linköping, var en svensk militär och ämbetsman.  Han tillhörde adelsätten Wästfelt och var bror till Fredrik Adolf Wästfelt, kusin till Ludvig, Alexander Johan och Gerhard Wästfelt samt svärfar till Claës De Frese.
Wästfelt blev 1869 major och chef för Västernorrlands beväringsbataljon och var 1873–1891 landshövding i Västerbottens län. Åren 1892–1893 satt han i andra kammaren, vald för Härnösands, Umeå och Skellefteå valkrets. Wästfelt främjade ostberedningen i Västerbottens län och fick 1891 stora guldmedaljen av länets hushållningssällskap, vars ordförande han var. Han invaldes som ledamot av Lantbruksakademien 1886. Wästfelt blev riddare av Svärdsorden 1865 samt kommendör av första klassen  av Nordstjärneorden 1876 och kommendör med stora korset av sistnämnda orden 1886.